# Casba

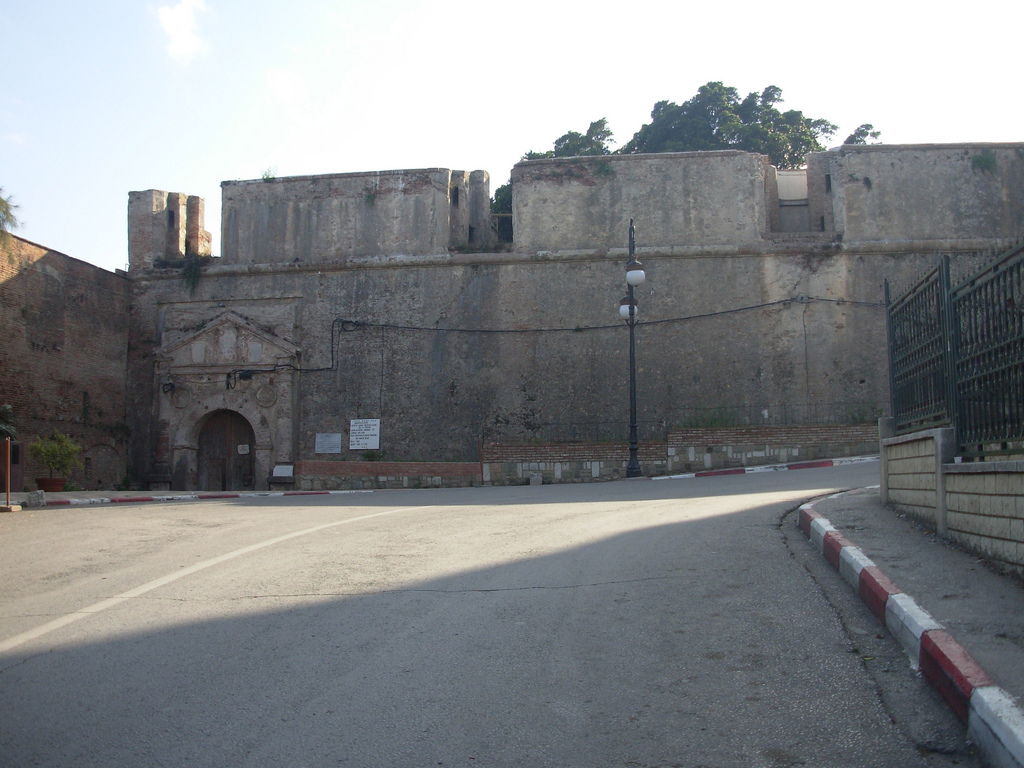
Mura della casba di Bejaia, Algeria

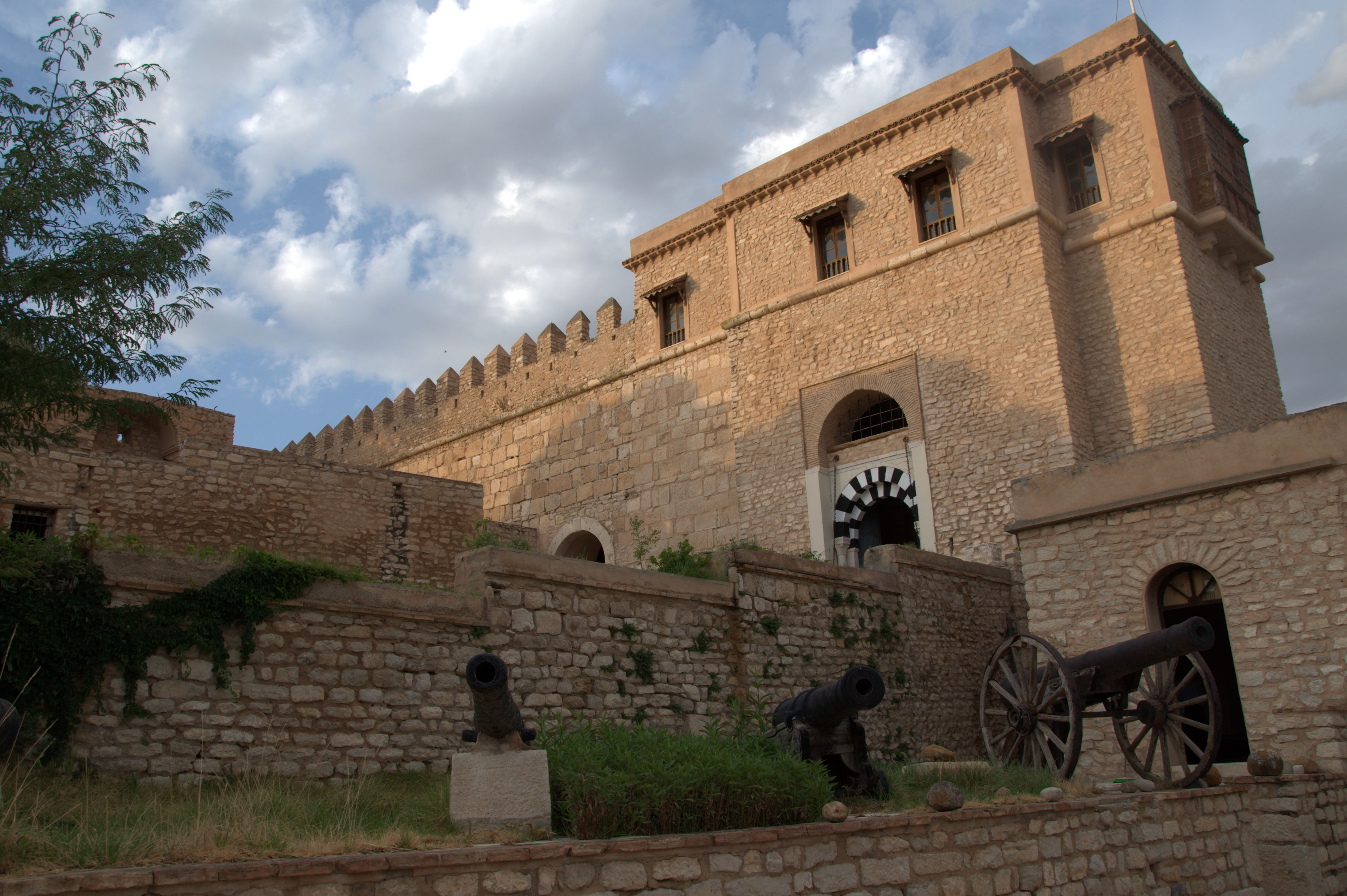
Fortificazioni della casba di Le Kef, Tunisia

La casba (in arabo قصبة‎?, qaṣba, letteralmente "cittadella", "rocca", "fortezza", talvolta attestato anche come kasba o con le grafie francesi qasbah e kasbah) è, nell'architettura islamica, una cittadella fortificata situata nella parte interna di una città, tipica del Maghreb.
Per estensione e talvolta impropriamente, il termine è usato dagli Europei per indicare tutti i quartieri delle città vecchie arabe (per esempio la casba di Algeri), situati solitamente su una collina. Nella lingua italiana il termine è talora usato per i quartieri malfamati di una città anche europea.

## Caratteristiche
Spesso cinte da mura difensive e talvolta solcate da stradine su cui insistevano abitazioni private, all'esterno presentano torri e mura lisce, coronate da merli, e con piccole e scarse aperture, in conformità alle loro funzioni di difesa. In alcuni casi comprendono anche granai (ighrem) e magazzini (agadir), costruiti su più piani. All'interno sono presenti ambienti disposti intorno a piccole corti. Le numerose terrazze sono raggiungibili da scale esterne.
Nel sud del Marocco questi tipi di costruzioni possono essere castelli appartenenti a una singola famiglia. Sii trovano nell'Alto Atlante, nelle oasi e lungo i fiumi Draa, Dades e Ziz, e furono costruite a partire dal Seicento. Le strutture sono state realizzate con la tecnica costruttiva del "pisé" (paglia e piccoli ciottoli cementati con fango) o in terra cruda. Le mura sono decorate con motivi berberi, a rilievo o incisi. Il rivestimento a intonaco serviva ad assicurare una migliore conservazione contro l'acqua: in alcuni casi gli attacchi a queste fortezze erano condotti deviando un corso d'acqua che ne danneggiasse facilmente le basi.